# هوبرتسون باوليتا
هوبرتسون باوليتا (بالهولندية: Hubertson Pauletta)‏ (3 يونيو 1989 بويلمستاد في كوراساو - ) هو لاعب كرة قدم هولندي في مركز الدفاع. شارك مع منتخب كوراساو لكرة القدم. أما مع النوادي، فقد لعب مع آر كي سي فالفيك وSC Feyenoord ‏.